# SMS Árpád
SMS Árpád, predreadnought bojni brod koji je izgradila Austro-ugarska ratna mornarica u ranom 20. stoljeću. Porinut je 11. rujna 1901. godine kao drugi od triju bojnih brodova klase Habsburga. Zajedno sa svojim bratskim brodovima sudjelovao je u bombardiranju Ancone tijekom Prvoga svjetskog rata. Zbog nestašica ugljena ubrzo je stavljen izvan službe nakon bombardiranja Ancone i služio je kao lučki obalni brod u ostatku rata. Pri kraju rata predan je Velikoj Britaniji kao ratna nagrada. Izrezan je u Italiji 1921. godine.